# Can Vilar (Sabadell)
Can Vilar és una masia de Sabadell (Vallès Occidental) protegida com a Bé Cultural d'Interès Local.

## Descripció
Masia de planta baixa, pis i golfa. Té una àmplia façana i coberta a dues vessants. Darrere del cos principal hi ha l'annex d'un cos transversal. A l'angle nord-oest s'alça una edificació quadrada que podria ser una torre de defensa no acabada i que fou perforada amb finestres d'obra. A ponent hi ha un porxo sostingut per una petita columna. Les arestes de l'edificació són carreus de pedra i els murs també, fins més amunt de la porta, després se segueix de tàpia. Hi ha tres finestres renaixentistes amb l'anagrama "IHS" dins d'un escut, les espitlleres i festejadors corresponents, una finestra gòtica i un rellotge de sol. A l'interior la cuina presenta una àmplia llar de foc. A l'aigüera hi ha majòliques del segle xviii. Al fons hi ha cellers amb gruta.

## Història
Sobre aquesta masia hi ha la hipòtesi de si pertanyia al fogar de Togores Sobiranes. Els Vilar ja eren establerts a les seves terres al segle xv, segons constava en uns vells pergamins avui desapareguts. Aquestes terres comprenien boscos de part dels termes de Sabadell i part del de Castellar del Vallès. Els Vilar exerciren, en diferents ocasions, el càrrec de regidors per la part forana de Sant Pere de Terrassa. Les extenses vinyes de Can Vilar sofriren la plaga de la fil·loxera a les darreries del segle xix, i al seu lloc s'hi plantaren pins.